# Liste der Naturdenkmale in Häg-Ehrsberg
| Naturdenkmale | Anzahl |
| ------------- | ------ |
| FND           | 1      |
| END           | 0      |
| Gesamt        | 1      |

Die Liste der Naturdenkmale in Häg-Ehrsberg nennt die verordneten Naturdenkmale (ND) der im baden-württembergischen Landkreis Lörrach liegenden Gemeinde Häg-Ehrsberg. In Häg-Ehrsberg gibt es insgesamt ein als Naturdenkmal geschütztes Objekt, es handelt sich um ein flächenhaftes Naturdenkmal (FND), es gibt kein Einzelgebilde-Naturdenkmal (END).
Stand: 31. Oktober 2016.

## Flächenhafte Naturdenkmale (FND)
| Name                           | Bild | Kennung     | Einzelheiten | Position | Fläche Hektar | Datum         |
| ------------------------------ | ---- | ----------- | ------------ | -------- | ------------- | ------------- |
| Wasserfall (Häger-Wasserfälle) |      | 83361060001 | Häg-Ehrsberg | ⊙        | 0,0           | 13. Juli 1987 |
| Legende für Naturdenkmal       |      |             |              |          |               |               |